# Покровский храм (Кадышёвка)
Церковь Покрова Пресвятой Богородицы — бывшая приходская церковь в селе Кадышёвка Павловского района Ульяновской области. Расположена на территории Барышской епархии Симбирской митрополии Русской православной церкви.
С 1999 года — памятник истории и культуры.

## История
Покровская церковь в селе Кадышевке построена в 1709 году на средства прихожан, в 1866 году перестроена; здание церкви деревянное, холодное, с деревянной колокольней; престолов в ней три: главный престол — во имя Покрова Пресвятой Богородицы, в приделах — во имя святителя Николая и святителя Тихона Амафунтского.
Распоряжением Главы администрации Ульяновской области от 29.07.1999 г. № 959-р. «О включении выявленных объектов культурного наследия в единый государственный реестр объектов культурного наследия (памятников истории и культуры) народов Российской Федерации и утверждении границ территорий объектов культурного наследия» церковь признана памятником памятником истории и культуры регионального значения .

## Духовенство
Священник Иван Васильевич Андреев (на 1897 г.)
Псаломщик Константин Григорьевич Прозоров (на 1897 г.)
Священник Павел Николаевич Вихров (с 1898 до 1912)
Псаломщик Николай Иванович Петров (с 1907 до 1912)

## Престольный праздник
Покров Пресвятой Богородицы — 14 октября

## Описание
Покровская церковь расположена у подножия холмов на окраине села у старого кладбища в зарослях бузины. Деревянная церковь рублена «в лапу» из протёсанных брёвен и обшита тёсом, установлена на цоколе из дикого камня. Композиционная схема традиционна: храм с апсидой, трапезная и колокольня. Храм «восьмерик на четверике» с пятигранной апсидой был завершён широкой восьмигранной луковичной главой (не сохранилась). Вытянутая вдоль продольной оси трапезная покрыта на два ската. Столпообразная, квадратная в плане трёхъярусная колокольня завершена низким четырёхгранным шатром, увенчанным маленькой луковичной главкой с восьмиконечным крестом на крупном крестном яблоке. Общие габариты здания 22,5 × 9,0 м. Здание церкви является типичным образцом деревянного провинциального культового зодчества XVIII–XIX веков, сочетающим в своем облике хорошие пропорции и выразительный силуэт с удачным расположением в ландшафте. Сейчас церковь заброшена, пустует и разрушается.

## Галерея

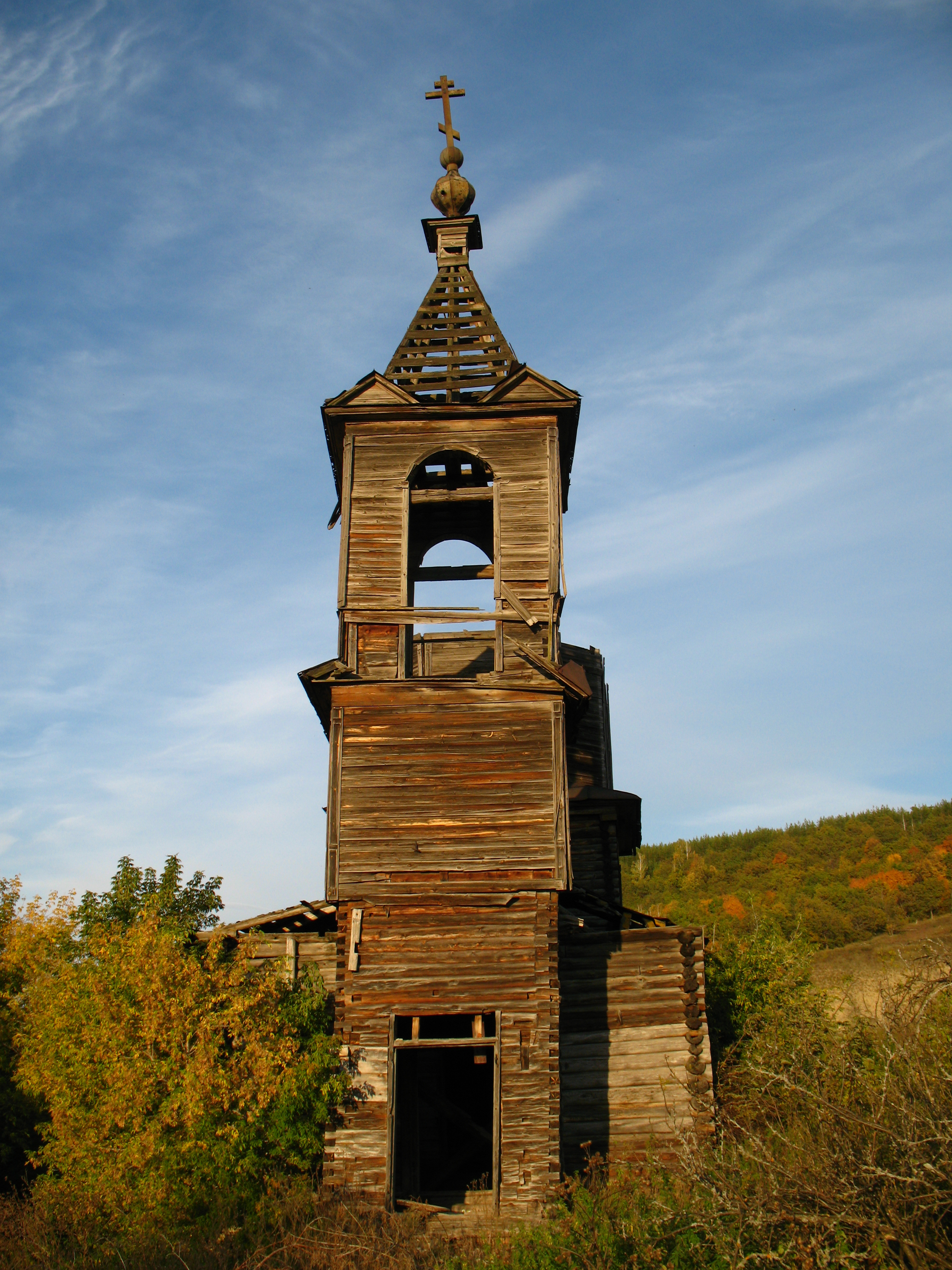
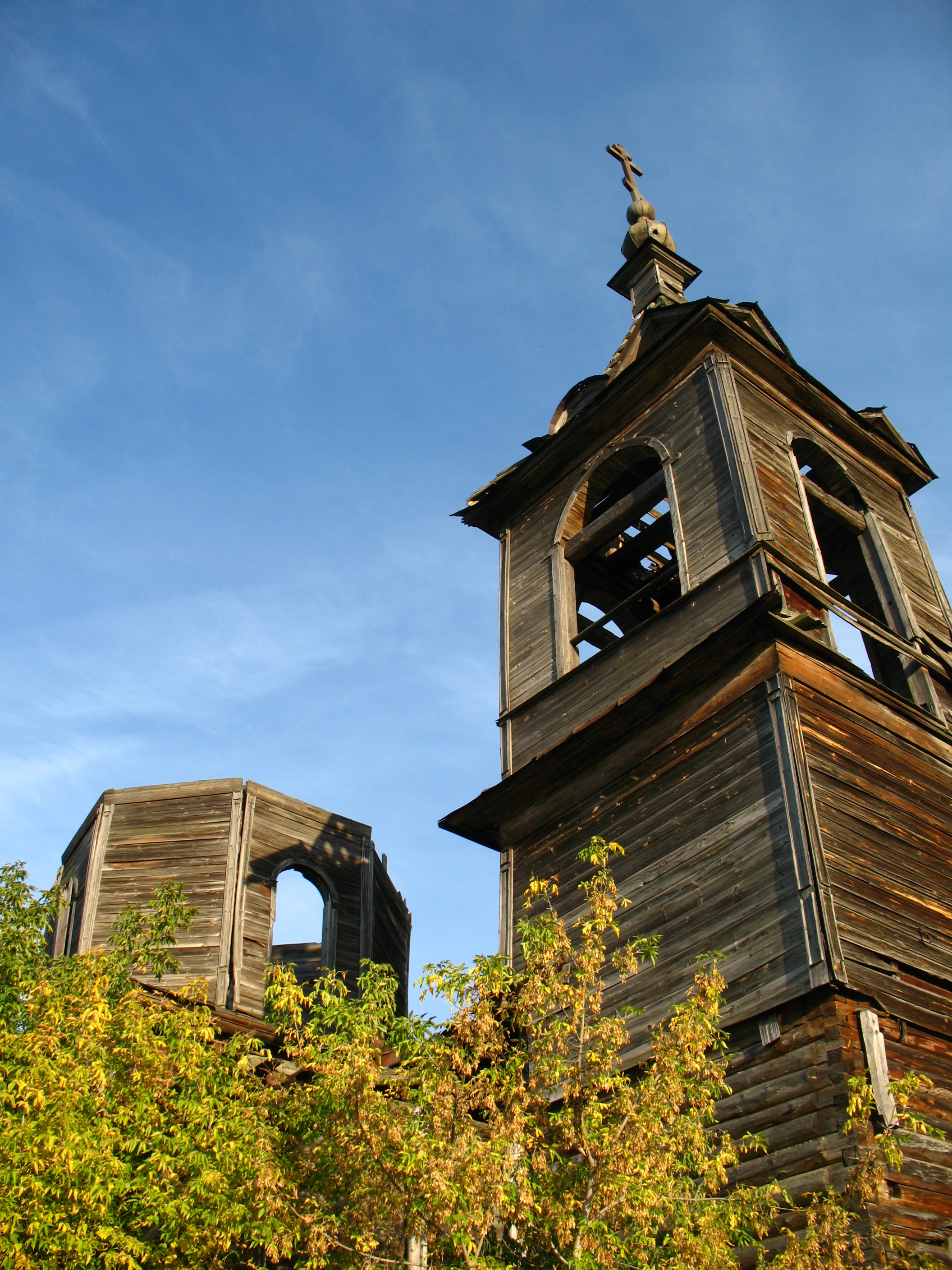